# Hans Warsch

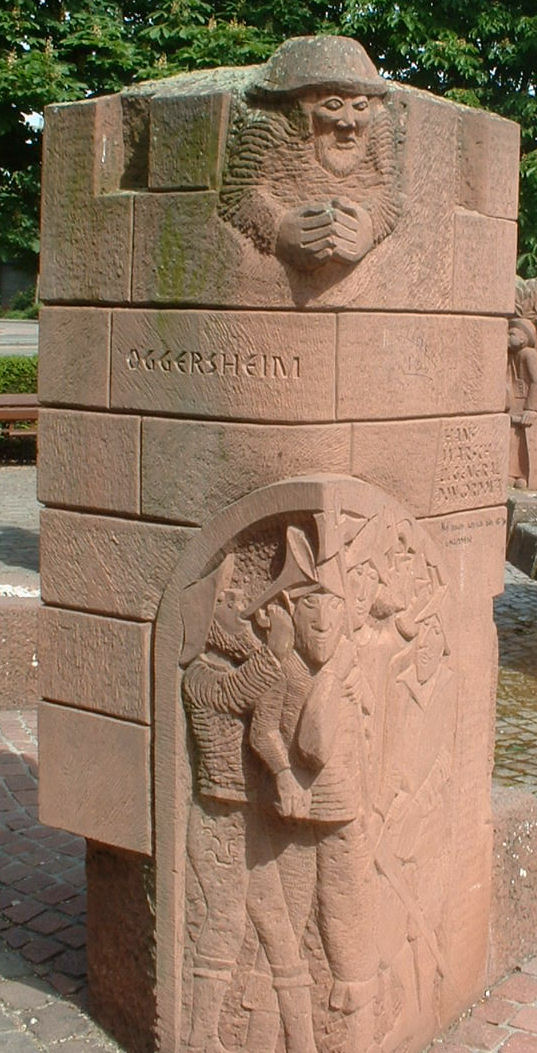
Hans Warsch auf dem Stadtteilbrunnen der Stadt Ludwigshafen am Rhein

Hans Warsch war ein Schafhirt, der im 17. Jahrhundert in Oggersheim lebte. Er wurde bekannt durch eine Geschichte, die sich während der Belagerung Oggersheims während des Dreißigjährigen Kriegs zutrug und die Johann Philipp Abelinus in seinen „Wahrhaften Beschreibungen aller denkwürdigen Geschichten, die sich von 1617 bis 1629 zugetragen“ erzählt.

## Die Geschichte
Im Jahr 1621 wurde der spanische General Don Cordova vom Kaiser beauftragt, die Pfalz einzunehmen. Als Don Cordova sich anschickte, die Stadt Frankenthal zu belagern, lagerte er in der Nähe von Oggersheim, dessen wohlhabendere Bewohner alle mit ihren Habseligkeiten nach Mannheim flüchteten. Es blieben etwa 24 ärmlichere Bewohner innerhalb der Stadtmauer. Sie verschlossen die Tore und warteten auf der Stadtmauer ab, wie sich die Dinge entwickelten. Da kam ein Trompeter heran geritten, der sich nicht von den Schüssen der Verteidiger abhalten ließ.
Der Trompeter ließ die Oggersheimer wissen, dass sie aufgeben sollten. Auf die Frage, in wessen Namen Don Cordova dies verlangen könne, antwortete der Trompeter: „Im Namen Ihrer Kaiserlichen Majestät.“ Darüber erschraken die Bürger so sehr, dass sie auf der anderen Seite der Stadt von der Mauer sprangen und ebenfalls flüchteten.
In Oggersheim blieb allein der Schafhirt Hans Warsch und seine Familie zurück. Dieser vereinbarte nun die Übergabebedingungen unter der Bedingung, dass seine Familie verschont würde und ihre Religion (Hans Warsch war reformiert) behalten dürfe. Als ihm dies von dem Trompeter zugesagt war, öffnete er das Stadttor und ließ die Spanier einziehen.
Am Abend kamen die Kühe von den Weiden von alleine zurück und gingen in ihre Ställe. Einige Zeit später bekam Hans Warschs Frau ein Kind, dessen Patenschaft Don Cordova übernahm.

## Die Erzählung
Johann Peter Hebel gibt in seinen Erzählungen des Rheinländischen Hausfreunds seine Version der Geschichte zum Besten. Hier beschreibt Hebel, wie die verwunderten Spanier in Oggersheim einzogen:
Nach einer Stunde, als der Feind mit geschlossenen Reihen und Gliedern, mit fliegenden Fahnen und klingendem Spiel einzog, am äußern Tor war niemands – „Sie werden am innern sein.“
Am innern Tor war auch niemand. – „Sie werden auf dem Platz sein.“ Auf dem Platz stand mutterseelenallein mit dem weißen Fähnlein der herzhafte Burgersmann. – „Was soll das heißen? Wo ist der Kommandant und die Besatzung, wo ist der Burgermeister und der Rat?“
Da fiel der Bürgersmann vor dem Feldhauptmann auf die Knie nieder: „Gnädiger Herr, ich bin der einzige, der sich Euerer Großmut anvertraut hat. Die andern sind nach Euerer Aufforderung alle nach Mannheim geflohen. Nur meine Frau ist noch bei mir im Städtlein, aber ein ellenlanger Rekrut wird nächster Tagen eintreffen. Unterdessen bin ich mein eigener Kommandant und mein Trompeter, mein Gemeiner und mein Profoß. Wenn ich seit gestern hätte desertieren wollen, ich hätte mich selber wieder einfangen und Spießruten jagen müssen.“
- Wikisource: Die Besatzung von Oggersheim

## Das Lustspiel
In dem heroischen Lustspiel „Die Capitulation von Oggersheim“ greift Ludwig Achim von Arnim diese Episode aus dem Böhmisch-Pfälzischen Krieg auf, ohne sich dabei um die historische Genauigkeit zu interessieren. Hans Warsch wird zum Held, indem er günstige Kapitulationsbedingungen für seine Stadt aushandelt und durch sein Verhalten verhindert, dass die Spanier die Stadt plündern.

## Das Gedicht
Der Dichter August Friedrich Ernst Langbein verfasste ein Gedicht, in dem er die Geschichte um Hans Warsch nacherzählt.
Hans Warsch, der Hirt von Oggersheim
Im dreißigjährigen Kriegsgewühl
Nahm sich die Pfalz am Rhein
Ein span’scher Feldherr einst zum Ziel
Und zog mit Scharen ein.
Er ließ, um siegend vorzudringen,
Das Städtchen Oggersheim umringen.
Es folgen weitere neun Strophen, bevor der spanische General seine Anerkennung für Hans Warsch kund gibt.
»Ei«, rief der Feldherr, »ei, wie hat
Der Schalk uns angeführt!
Doch fruchten soll’s der ganzen Stadt,
Was seinem Mut gebührt.« –
Drauf herrscht' er wie ein Freund gelinde
Und stand Gevatter bei dem Kinde.
- Wikisource: Hans Warsch, der Hirt von Oggersheim

## Würdigung
In Oggersheim sind ein Platz und der 1925 gegründete Fasnachtsverein nach Hans Warsch benannt. Beim 1985 im Friedenspark errichteten Stadtteilbrunnen erinnert die Stele, die für Oggersheim steht, an Hans Warsch.